# 腓特烈松市鎮
腓特烈松市鎮（丹麥語：Frederikssund Kommune）是丹麥的一個市鎮，位於西蘭島東北部羅斯基勒灣東岸，以及位於羅斯基勒灣和伊瑟灣之間的霍恩斯海勒半島，屬首都大区。面積305.34平方公里，2009年人口44,246人。行政中心为腓特烈松。
2007年1月1日由原腓特烈松市鎮以及斯基比、耶厄斯普里和斯朗厄魯普三個市鎮合併而成。